# ادی لو
ادی لو (انگلیسی: Eddie Lo؛ زادهٔ ) یک بازیکن تنیس روی میز اهل کانادا است.